# 空牙
『空牙』（くうが）は、1989年にデータイーストから稼働されたアーケード用の縦スクロールシューティングゲーム。日本国外では『Vapor Trail: Hyper Offence Formation』のタイトルで稼働された。
1991年にはメガドライブに移植された。アーケード版はゲーム誌『ゲーメスト』の企画「第4回ゲーメスト大賞」（1990年度）で、読者投票によりベストシューティング賞7位、ベストVGM賞6位を獲得した。
後に本作の続編として『ウルフファング』（1991年）、『スカルファング 〜空牙外伝〜』（1996年）が稼働された。

## 概要
縦画面の縦スクロール。2人同時プレイ可能。全6ステージ。ゲームスタート時に3種類の戦闘機の中から1機を選ぶことができるのが特徴。
サブタイトルは「VAPOR TRAIL」で、航空機の急激な運動で発生する飛行機雲を意味する。
即死性の低いゲーム性となっており、シューティング初心者にとって優しい仕様に仕上がっている。一方で、高速道路の交錯部分で敵戦車が下側を通ると画面から消えてダメージを与えられなくなったり、背景の一部だと思っていた旅客機が動き出したりと、プレイヤーを驚かせるギミックが多数盛り込まれていた。

## ゲーム内容

### システム
8方向レバーとショットボタン、バレルロールボタンで操作。後者のバレルロールボタンは、通常は旋回して敵の攻撃を回避するために使うが、ブースター装着時は、切り離して爆弾攻撃を行うために使用する。取得することでパワーアップも可能な武器アイテムには、バルカン、ボンバー、ミサイル（誘導ミサイル）、ディフェンダー（拡散弾）、ブースター（特殊武器）がある。自機は2ポイントのライフ制である（メガドライブ版はEASYが3ポイント、HARDが2ポイント）。
バレルロールのゲージが存在し、満タンの時にボタンを押すと自機が数秒間無敵になる。この時はグラフィックにエフェクトがかかる。使用回数に制限はないが、ゲージの再充填に時間を要する。

### 自機
自機には以下の3種類がある。ゲーム開始時およびコンティニュー時に選択可能。2人同時プレイの場合もそれぞれ自由に選択でき、同じ機体を使用することも可能である。機体色は1P側が青、2P側が緑。
XF/AV-01 SILPH（シルフ）
通常の戦闘機然とした外見の戦闘攻撃機。最高速度はマッハ2。機動力・攻撃力ともにバランスがとれた扱いやすい汎用機体と設定されているが、機動力も攻撃力も標準レベルである。
XAV-02 VALKYRIE（ヴァルキュリア）
A-10 サンダーボルト似の重攻撃機。最高速度はマッハ1.8。スピードや機動力は低いが、最強の攻撃力を誇る。
XFV-03 SEYLEN（セイレーン）
前進翼を持つ戦闘機。最高速度はマッハ2.2。スピードや機動力は高いが、攻撃力が低い。攻撃が前後に分散されており、初期状態で後方に攻撃可能。なお、本機の形状はSu-47に類似しているが、Su-47の初飛行は本作発売後の1997年であり、この機体との関連性は無い。

### アイテム
アイテムキャリアや特定の敵編隊を全滅させることで以下のアイテムが出現し、取得することで自機を強化できる。取得するだけで500点、最強状態だとボーナスの2000点入る。これらのアイテムのデザインはシリーズで踏襲される。
パワーアップ
2段階で自機の攻撃力が増す。
スピードアップ
2段階で自機の移動速度が増す。
ブースター
自機後方に装着される特殊装備。通常攻撃ができなくなるが、各機体ごとに特殊攻撃ができるようになる。攻撃以外の自機性能に変化はない。
ウェポンチェンジ
表示文字に合わせて通常武器を変更する。打つたびにV→B→M→Dと変化し、移動方向が反転する。他アイテムと違い自機の攻撃を遮るので、凶悪なマイナスアイテムとなることもある。
ライフ
自機ライフを1回復する。2面ボス、5面ボス前、6面開幕と1周通して3個しか出現しない貴重品。

### 武器
通常武器には以下の種類がある。また、3段階にパワーアップする（初期段階からパワーアップ2個で最強）。
バルカン砲（V）
初期装備。連射が効くので扱いやすい（4連射）。3機とも発射パターンが異なる。パワーアップで一度に撃つ弾数が増える（シルフ：3→5→8、ヴァルキュリア：4→8→8（パワーアップ表示されるが、見た目は変わらない）、セイレーン：前2後2→前2後4→前4後4）。
ボンバー（B）
3機共通で、前方に発射される。爆風で敵の弾を消すことができる。パワーアップで連射可能な弾数が増える（2→3→4）。
ディフェンダー（D）
3機共通で、自機を中心に高威力のリング上の弾が螺旋状に発射される。パワーアップで弾が大きくなり、一度に撃つ弾数が増える（4→6→8）。
連射できないが、後述のバグ技を用いることで連射できるようになり、弾幕が画面全体を覆い尽くす。
ミサイル（M）
全方向誘導ミサイル。3機とも発射パターンが異なる。威力は低めで2連射しかできない。パワーアップで一度に撃つ弾数が増える（シルフ：4方向→6方向→8方向、ヴァルキュリア：4方向→前4後2→前6後2、セイレーン：4方向→前2後4→前2後6）。
また、通常武器とは別に以下の武装がある。
Sユニット（ブースター）
装着することで特殊攻撃が行えるようになる。シルフはV字型の前方連射、ヴァルキュリアは直線上の火炎放射、セイレーンは前に6発、後ろに2発のワイド攻撃ができる。特殊攻撃は自機のパワーアップ状態に影響されない。Sユニットは自機が撃墜されても画面上に残るので、回収して再使用できる。Sユニット装着時にバレルロールボタンを押すと、画面全体に有効な爆風が発生してユニットが解除される。
バグ技
連射しながら（正確には自弾キャラクタオーバー状態）Sユニットを解除すると、通常武器の連射弾数制限が解除される。多少連射が遅くても維持は可能だが、Sユニット取得、武器チェンジアイテム取得（武器を変更しなくても）、連射をやめる、被弾する、面クリアのいずれかで解除される。なお、使用機体により連射可能な武器は異なる（シルフ：全通常武器、ヴァルキュリア：ボンバーのみ、セイレーン：ボンバー、ディフェンダー）。

## ストーリー
1999年、「ラグナロック」と名乗る謎の軍事組織によって、一夜のうちに世界中の軍事組織が制圧されてしまった。脅威を感じた東西両陣営は戦術核兵器の投入を決定したが、直後にラグナロックは「10日以内に降伏宣言がされなければ巡航ミサイルによる全面核戦争を行う」と打電してきた。
国連下に東西両陣営は決起し、女神の名を冠した3機の試作戦闘機によるオペレーションコード「VAPOR TRAIL」が発動された。

## 移植版
| No. | タイトル | 発売日              | 対応機種     | 開発元         | 発売元              | メディア                       | 型式          | 売上本数 | 備考                 |
| --- | -------- | ------------------- | ------------ | -------------- | ------------------- | ------------------------------ | ------------- | -------- | -------------------- |
| 1   | 空牙     | 1991年8月2日 1991年 | メガドライブ | データイースト | 日本テレネット RENO | 8メガビットロムカセット        | T-49043 49106 | -        |                      |
| 2   | 空牙     | 2020年4月21日       | Windows      | データイースト | D4エンタープライズ  | ダウンロード (プロジェクトEGG) | -             | -        | メガドライブ版の移植 |
| 3   | 空牙     | 2021年12月28日      | Windows      | データイースト | D4エンタープライズ  | ダウンロード (プロジェクトEGG) | -             | -        | アーケード版の移植   |

メガドライブ版
- データイーストが移植を行っており、発売も当初は同社が行う予定だったが、諸般の事情で日本テレネットへ変更された。自機のライフは3ポイントになったが、ディフェンダーのバグ技も再現可能。アーケード版同様に音楽の評価が高い[9]。

## 音楽
本作はデータイーストの作品の中でもBGMの評価が高く、稼働当時では珍しかったサンプリングを多用したディストーションギターのフレーズが非常に特徴的である。後述のサウンドトラックのライナーノーツには、サンプリング用のデータの大半をギターパートに割り当てた関係で、本作のBGMの曲数が少なくなったと製作者は語っている。また本作のBGMに触発され、そのギターサウンドを再現しようと試みた者もいたという。

### サウンドトラック
- 空牙（1990年5月21日、サイトロン1500シリーズ）
  - オリジナル楽曲のほか、1曲目に作曲者のMARO・同じデータイースト社員のATOMIC花田・オレガ三浦の3人によるバンド演奏アレンジ曲が収録された。
  - この3人を中軸として、後にバンド「ゲーマデリック」が結成されており、本作は実質的なデビュー作と位置づけられている。
- バック イン ザ ゲーマデリック!! 〜データイースト アレンジ アルバム〜（2006年9月20日、サイトロン・ディスク）
  - ベストアルバム。アーケード版の「Vapor Trail」など計3曲と、アレンジ曲「VAPOR TRAIL」を収録。
- データイースト レトロゲームミュージック コレクション（2010年7月21日、ティームエンタテインメント）
  - アーケード版オリジナル楽曲の新録版を収録。
- 〜Reunion〜 Live at Vuenos 2013.9.7／ゲーマデリック（2014年4月20日、自主制作）
  - 2013年9月7日に渋谷VUENOSで開催された再結成ワンマンライブのライブ・アルバム。「ATOMICのベースショー（アレンジ曲「VAPOR TRAIL」後半をモチーフとした曲）」とライブ版「VAPOR TRAIL」を収録。
- Re:birth／ゲーマデリック（2017年4月29日、自主制作）
  - 「Vapor Trail」の新規アレンジバージョンを収録。
- 空牙／ウルフファング／スカルファング GAME SOUND DIGITAL COLLECTION（2024年11月27日、シティコネクション）
  - アーケード版とメガドライブ版のオリジナル楽曲を収録。

## スタッフ
アーケード版
- ゲーム・デザイナー：小林ひろのり
- 開発：MIN
- ゲーム・プログラマー：MIN、MYA、HAL、HMD
- グラフィック・デザイナー：T.A、大西富士美、小泉隆秀、青山きんや、NABESIMA、長尾園美、榎本和美、社本千佳、かわむらまこと、INOPITA、松田淳
- ハード・デザイナー：藤本けんいち
- サウンド・クリエイター：MARO（吉田博昭）、AHSA（原あずさ）、KIWICH（木内達也）、FUSE、小松ひとみ、JOE KAMINKOW
- スペシャル・サンクス：秋林浩司、SOLOMON、本田善明、倉田和幸、EX、LUNGFISH、漆原義之、THOR-KIKUCHI（きくちまこと）

メガドライブ版
- プログラム：石栗かずのり、松田やすひろ、さかいとしゆき、石巻しゅうじ、藤丸博康
- グラフィック：横井学、白岩ゆきえ、MAO、しんやめぐみ、佐藤むつのり
- ゲーム・デザイン：津沢えいすけ
- スペシャル・サンクス：吉田穂積、井上ひろし、ささもとこうじ、大谷明、北沢あゆみ、松坂まり、H.OTA
- サウンド：酒井省吾、松村なおき、井上大介
- ディレクター：小出谷悌郎

## 評価
アーケード版
ゲーム誌『ゲーメスト』の企画「第4回ゲーメスト大賞」（1990年度）で、読者投票によりベストシューティング賞7位を受賞、その他にベストVGM賞で6位を受賞している。また、1991年に刊行されたゲーメストムック『ザ・ベストゲーム』内の「ビデオゲームフルリスト」の紹介文では、「3種の戦闘機が選べるほかはわりとオーソドックスだが、あかぬけた画面と音のファンは少なくない」と評されている。
メガドライブ版
- ゲーム誌『ファミコン通信』の「クロスレビュー」では合計で27点（満40点）となっている[12]。

- ゲーム誌『メガドライブFAN』の読者投票による「ゲーム通信簿」での評価は以下の通りとなっており、20.38点（満30点）となっている[3]。

| 項目 | キャラクタ | 音楽 | 操作性 | 熱中度 | お買得度 | オリジナリティ | 総合  |
| 得点 | 3.31       | 3.90 | 3.53   | 3.49   | 3.10     | 3.05           | 20.38 |

- ゲーム本『メガドライブ大全』（2004年、太田出版）では、「4種類のパワーアップのほか、ゲージを消費して無敵になる『バレルロール』や、攻撃を強化する『ブースター』といった独自のシステムも充実」、「細々とした不満も、"泣きメロ"入りのハードロックがかき鳴らされる名曲の前にはかすんでしまう」と評している[13]。

## 続編
- ウルフファング（1991年） - ストーリー上の続編[1]。背景グラフィックで本作品の機体を見ることができる。
- スカルファング 〜空牙外伝〜（1996年） - 本作の外伝に当たる作品[1]。スクロール速度を可変できるレーススタイルのSTG。